# Diplazium tomentellum
Diplazium tomentellum är en majbräkenväxtart som först beskrevs av Eduard Rosenstock och som fick sitt nu gällande namn av L.D. Gómez.
Diplazium tomentellum ingår i släktet Diplazium och familjen Athyriaceae. Inga underarter finns listade i Catalogue of Life.